# Lijst van oorlogsmonumenten in Opsterland
De Nederlandse gemeente Opsterland heeft 11 oorlogsmonumenten. Hieronder een overzicht. 
| Nr.                             | Object                                                                     | Herdachte groep                                                                        | Ontwerper                                                      | Onthulling    | Type               | Locatie                         | Plaats     | Coördinaten                  | Foto                                                                       |
| ------------------------------- | -------------------------------------------------------------------------- | -------------------------------------------------------------------------------------- | -------------------------------------------------------------- | ------------- | ------------------ | ------------------------------- | ---------- | ---------------------------- | -------------------------------------------------------------------------- |
| 173                             | Monument voor A.C.M. de Saxcé in de Witte Kerk                             | geallieerde militairen                                                                 |                                                                |               | plaquette          |                                 | Hemrik     | 53° 1' 51" NB, 6° 8' 11" OL  | Monument voor A.C.M. de Saxcé in de Witte Kerk                             |
| 174                             | Monument op de Algemene begraafplaats                                      | militairen in dienst van het Ned. Kon. 1940-1945                                       | J.R. v.d. Leij (ontwerp), Steenhouwerij Eijgelaar (uitvoering) | 1940          | zuil               | Breewei 22, 8406 EE             | Tijnje     | 53° 1' 45" NB, 5° 59' 37" OL | Monument op de Algemene begraafplaats                                      |
| 175                             | Verzetsmonument                                                            | verzet Nederland                                                                       | Arjen Witteveen (ontwerp), Steenhouwerij Wicubo (uitvoering)   | 10 april 1952 | gedenksteen        | Nije Drintseweu, 9243 SE        | Bakkeveen  | 53° 5' 7" NB, 6° 18' 16" OL  | Verzetsmonument                                                            |
| 176                             | Monument voor Jan Eisenga in Museum Opsterland                             | verzet Nederland                                                                       | G. van Akker (ontwerp), Piet Dijkstra (uitvoering)             | 13 juli 1946  | plaquette          | Hoofdstraat, 8401 BT            | Gorredijk  | 53° 0' 10" NB, 6° 3' 51" OL  |                                                                            |
| 177                             | Monument voor Gerke Numan in brug                                          | verzet Nederland                                                                       | Steenhouwerij Eijgelaar                                        |               | plaquette          |                                 | Gorredijk  | 53° 0' 10" NB, 6° 3' 51" OL  | Monument voor Gerke Numan in brug                                          |
| 178                             | Monument voor Lammert Heringa                                              | verzet Nederland                                                                       | Willem Valk                                                    | 30 april 1956 | plaquette          | Heringastrjitte 13, 8401 BP     | Gorredijk  | 53° 0' 7" NB, 6° 3' 35" OL   | Monument voor Lammert Heringa                                              |
| 538                             | Monument op de Algemene Begraafplaats                                      | militairen in dienst van het Ned. Kon. 1940-1945, burgerslachtoffers, verzet Nederland | Nicolaas van der Kreek                                         | 1 mei 1946    | begraafplaats/graf | Hegedyk, 8401 BH                | Gorredijk  | 52° 59' 54" NB, 6° 3' 29" OL | Meer afbeeldingen                                                          |
| 2098                            | Joods monument                                                             | vervolgden Nederland                                                                   | Jobs Wertheim                                                  | 4 mei 1956    | gedenksteen        | Hoofdstraat 46a, 8401 CA        | Gorredijk  | 53° 0' 10" NB, 6° 3' 51" OL  | Joods monument                                                             |
| 3300                            | Oorlogsmonument. Herdenkingsboom (5 mei 1947) en plaquette (14 april 1995) | burgerslachtoffers                                                                     |                                                                | 14 april 1995 | plaquette          | Weibuorren 20, 9247             | Ureterp    | 53° 5' 44" NB, 6° 9' 55" OL  | Oorlogsmonument. Herdenkingsboom (5 mei 1947) en plaquette (14 april 1995) |
| 4237                            | Oorlogsmonument Langezwaag                                                 | burgerslachtoffers, militairen in dienst van het Ned. Kon. na 1945                     |                                                                | 3 april 2020  | plaquette          | Tsjerkeleane 1, 8404 GN         | Langezwaag | 52° 58' 57" NB, 6° 0' 8" OL  | Oorlogsmonument Langezwaag                                                 |
| 4598                            | Wapendroppingsmonument, wapencontainers in het veen                        | verzet Nederland                                                                       | leerlingen mbo Firda Heerenveen                                | 5 mei 2024    | beeld/sculptuur    | Warrewei                        | Tijnje     | 53° 2' 31" NB, 5° 56' 50" OL | Wapendroppingsmonument, wapencontainers in het veen                        |
| Dit oorlogsmonument op Wikidata | Stolpersteine                                                              | vervolgden Nederland                                                                   | Gunter Demnig                                                  |               | reliëf             | Zie Stolpersteine in Opsterland | Gorredijk  |                              | Meer afbeeldingen                                                          |

Achtkarspelen ·
Ameland ·
Dantumadeel ·
De Friese Meren ·
Harlingen ·
Heerenveen ·
Leeuwarden ·
Noardeast-Fryslân ·
Ooststellingwerf ·
Opsterland ·
Schiermonnikoog ·
Smallingerland ·
Súdwest-Fryslân ·
Terschelling ·
Tietjerksteradeel ·
Vlieland ·
Waadhoeke ·
Weststellingwerf